# 藤正巖
藤正 巖（ふじまさ いわお、1937年 - ）は、日本の医師、医学者、医学博士。東京大学名誉教授、政策研究大学院大学名誉教授。専門は医用生体工学、社会構造学、医療政策、人間生物学。

## 略歴
1964年に東京大学医学部医学科卒業後、1965年に東京大学医学部電子研究施設助手となる。1975年に助教授となった後に、1986年に東京大学先端科学技術研究センターへ移籍する。1988年に同センター教授に昇格し、医学部教授を併任した。1996年に埼玉大学大学院政策科学研究科教授となり、翌年に創設された政策研究大学院大学教授に就任した。2005年に定年後は、同大学のリサーチフェローを経て、アカデミックフェロー・客員教授を務めた。
1998年に東京大学名誉教授、2008年に政策研究大学院大学名誉教授を授与された。

## 研究活動
東京大学にて人工心臓、生体の赤外線計測、マイクロマシンなどの医用先進技術の開発に従事する。また、超高齢社会・人口減少社会などの社会システムの構造分析に基づいた設計理論の研究を、1975年より埼玉大学行動科学情報解析センターで、1976年-1978年にはオーストリアの国際応用システム解析研究所（IIASA）に客員研究員として開始した。マイクロマシン研究プロジェクトなどを進めたほか、少子高齢化社会に向けた提言をしている。

## 著書

### 単著
- 『驚異の医療機械マイクロマシン』（講談社、1990年）
- 『見えない機械』（オーム社、1994年）
- 『科学協奏曲「ファラデー講話会」』（中山書店、1995年）
- 『キャンピングカーで悠々セカンドライフ』（文藝春秋、2008年）

### 共編著
- 『医師のためのマイコン』（共著、小山照夫、石井威望・渥美和彦監修、中山書店、1982年）
- 『サーモグラフィ」』（編著、日本サーモロジー学会、秀潤社、1988年）
- 『マイクロマシン開発ノートブック 』（共著、秀潤社、1991年）
- 『ウェルカム・人口減少社会』（共著、古川俊之、文藝春秋、2000年）
- 『移植と人工臓器』（編著、浅野茂隆・小澤和惠・伊藤正男、岩波書店、2001年）
- 『人口減少社会の設計』（共著、松谷明彦、中央公論新社、2002年）
- 『変貌する労働と社会システム』（手塚和彰・中窪裕也編集代表、信山社出版、2008年）